# Trebišća
Trebišća su naselje u Hrvatskoj u sastavu općine Mošćeničke Drage. Nalaze se u Primorsko-goranskoj županiji.

## Zemljopis
Nalazi se na području parka prirode Učke, sjeverozapadno od Sučića, na uzvisini koja se zove po Perunu. Od Sučića se dolazi puteljkom koji vodi dalje k Maloj Učkoj.

## Kultura
- Muzejska zbirka. Sadrži rezultate istraživanja akademika Radoslava Katičića nastalih na inicijativu Čakavskog sabora, a temeljenih na Katičićevoj trilogiji  Božanski boj, Zeleni lug i Gazdarica na vratima.[1]

* kulturno-turistička atrakcija mitsko-povijesna staza Trebišća-Perun, posvećena staroslavenskoj mitologiji. Autor je Grga Frangeš.  Duga je 13 km. Proteže se istočnim padinama Učke u klancu, od Mošćeničke Drage kroz zaselke Potoki, Trebišća, Sveti Petar i Sučiće do visoravni Petrebišća i vodi do vrha Peruna na 880 m nadmorske visine. Ovaj kraj bio je vrlo važan prvim hrvatskim doseljenicima na Kvarner. U znanosti se dugo pretpostavljalo to, s obzirom na toponime (Trebišća, Perun). Bio je pozornicom najsvetijih vjerovanja. Na stazi je danas 13 poučnih tabela i 15 monumentalnih glinenih i kamenih ploča sa stihovima iz slavenskog folklora.

## Stanovništvo
Selo je danas napušteno.

## Petrebišča / Potrebišća visoravan
- Petrebišća/Potrebišća – kuče
- Petrebišća/Potrebišća – kuče
- Petrebišća/Potrebišća
- Pašnjaci u proljeće
- Pašnjaci u proljeće